# Eustrophus substriatus
Eustrophus substriatus es una especie de coleóptero de la familia Tetratomidae.

## Distribución geográfica
Habita en Madagascar.